# Fiona Florence
Fiona Florence, pseudonimo di Luisa Alcini (1947), è un'attrice italiana.

## Filmografia
- La Belva, regia Mario Costa (1970)
- Rosina Fumo viene in città... per farsi il corredo, regia Claudio Gora (1972)
- Correva l'anno di grazia 1870, regia Alfredo Giannetti (1972)
- Roma, regia Federico Fellini (1972)
- Peccato veniale, regia Salvatore Samperi (1974)
- Professore venga accompagnato dai suoi genitori, regia Mino Guerrini (1974)
- Noi non siamo angeli, regia Gianfranco Parolini (1975)
- Genova a mano armata, regia Mario Lanfranchi (1976)
- Peccatori di provincia, regia Tiziano Longo (1976)
- I nuovi mostri, episodio (Pornodiva) (1977)
- Primo amore, regia Dino Risi (1978)
- L'assassino ha le ore contate (serie TV, inedita) episodio (Scambio di Persona) regia Fernando Di Leo (1981)
- Der Mann mit dem Falken, regia Karl-Heinz Kramberg (1981) - film TV